# Cylindera
Genre
Cylindera est un genre d'insectes coléoptères de la famille des Carabidae et de la sous-famille des Cicindelinae. Ce sont des prédateurs agressifs et rapides.

## Liste des sous-genres et espèces en Europe
Selon Fauna Europaea (5 févr. 2015) :
- sous-genre Cylindera (Cylindera)
  - Cylindera germanica (Linné, 1758)
  - Cylindera gracilis (Pallas, 1775)
  - Cylindera paludosa (L. Dufour, 1820)
- sous-genre Cylindera (Eugrapha)
  - Cylindera arenaria (Fuessly, 1775)
  - Cylindera contorta (Fischer von Waldheim, 1828)
  - Cylindera inscripta (Zoubkoff, 1833)
  - Cylindera trisignata (Dejean in Latreille & Dejean, 1822)